# Onthophagus barbieri
Onthophagus barbieri är en skalbaggsart som beskrevs av Renaud Maurice Adrien Paulian 1978. Onthophagus barbieri ingår i släktet Onthophagus och familjen bladhorningar. Inga underarter finns listade i Catalogue of Life.